# クリス・シーリ
クリス・シーリ（Chris Thile、本名：クリストファー・スコット・シーリ（英語: Christopher Scott Thile）、1981年2月20日 - ）は、アメリカのマンドリンの名手、歌手、作曲家。プログレッシブ・アコースティックのトリオ、ニッケル・クリークのメンバーとして、またプログレッシブ・ブルーグラスのバンド、パンチブラザーズのメンバーとしてその名が知られている。2012年にMacArthur Fellowに輝く。2016年8月15日からラジオ＆ネット番組「Live from Here」（旧：A Prairie Home Companion）のホストを務めている。

## 略歴
1989年、カリフォルニア州カールスバッドのピザ屋"That Pizza Place"でニッケル・クリークのメンバーは初めて出会う。クリスは彼の父によって毎週のブルーグラスショーに連れてこられていた。すぐに彼らはともに練習を始め、フェスでの演奏や、アルバムのレコーディングを始めた。1993年12月31日に初めてのアルバム"Little Cowpoke"をリリース。後に彼らのアルバム"Nickel Creek"や"This Side"はプラチナディスクとなり、グラミー賞のベスト・コンテンポラリー・フォークアルバムに選ばれる。2005年にリリースした "Why Should Fire Die?" は喝采で迎えられ、250,000枚の売り上げを記録した。
2003年にシーリはファッションデザイナーのJesse Meighanと結婚。18ヶ月後の2004年には破局し離婚した。
シーリは"Not All Who Wander Are Lost" (2001), "Deceiver" (2004)などのソロアルバムもリリースしている。これらのアルバムでは、シーリが作曲、作詞、歌唱、演奏の全てのパートを担当している。2008年、シーリはベーシストのエドガー・メイヤーとのコラボレーション・アルバムをリリースした。また、Hilary Hahnとのコラボレーション・アルバムのリリースも予定されている。
2013年12月23日、女優のClaire Coffeeと結婚した。2015年5月15日、カフィとの間に男の子を授かる。カルビン・ユージン・シーリと命名した。
アメリカ野球殿堂のサム・トンプソンはシーリの大大大大叔父にあたる。

## 来歴

### 1981年-1999年（幼少期～デビュー）
1981年、カリフォルニア州オーシャンサイドに生を受ける。彼の最も小さい頃の記憶は、1歳にも満たない頃に聞いた、Stan Getzレコーディングの"The Girl from Ipanema"であるという。彼の家族は彼が二歳のとき、当時ジョン・ムーアのブルーグラスバンドなどが演奏をしていた、ピザ屋"That Pizza Place"に通い始める。シーリが4歳の時に、家族でカリフォルニア州アイディルウィルドに引っ越す。
シーリは5歳の頃からマンドリンの演奏を始め、時にはジョン・ムーアからレッスンを受けていた。8歳の頃には、シーリ家とワトキンス家でニッケル・クリークを結成。ニッケル・クリークはカリフォルニアで開かれていた数多くのブルーグラスフェスに参加していたため、クリスは結果的に家庭学習を行っていた。12歳の時、彼はカンザス州ウィンフィールドで開かれたウォールナット・バリー・フェスティバルの国際マンドリン選手権で優勝する。
1993年、シーリはSugar HillとRounder record labelsにデモテープを送る。両レーベルとも興味を示したが、シーリはSugar Hillを選んだ。翌年、シーリは彼の初となるソロアルバム"Leading Off"をリリース。
1995年、シーリの家族はケンタッキー州マレーへと引っ越す。クリスの父であるスコットは、マレー州立大学で音楽講師としての職を得た。1997年、クリスは"Stealing Second"をニッケル・クリークは"Here to There"をリリース。クリスはマレー州立大学で数期の間在籍し、音楽の専門単位を取得した。

### 2000年-2005年（ソロ活動など）
ニッケル・クリークの華々しい成功や、アルバムのプラチナディスクへの認定につづいて、シーリは"Not All Who Wander Are Lost"を2001年にリリース。このアルバムは著名なアーティストをゲストに招待する形でレコーディングされた。それは、スチュアート・ダンカン、ベラ・フレック、エドガー・メイヤー、ジェリー・ダグラス、ブライアン・サットンである。
2003年、シーリはマンドリン弾きのマイク・マーシャルとコンビを組み、デュオアルバム"Into the Cauldron"をリリース。このアルバムにはオリジナル楽曲以外にも、チャーリー・パーカーや、J.S.バッハの楽曲が収録されている。同2003年、シーリはマーク・オコナーのアルバム"Thirty-Year Retrospective"に参加。このアルバムは2004年のグラミー賞にノミネートされる。シーリは2004年に"Deceiver"をリリース。これは実験的なアルバムで、全てのパートをシーリ自身が演奏している。パートにはエレキギター、ピアノ、ドラム、バイオリン、ビオラ、チェロ、ベースが含まれる。Deceiverにはニューグラスに加え、ポップやロックの曲が収録されている。

### 2006年–現在（パンチブラザーズ、エドガー・メイヤー・プロジェクトなど）

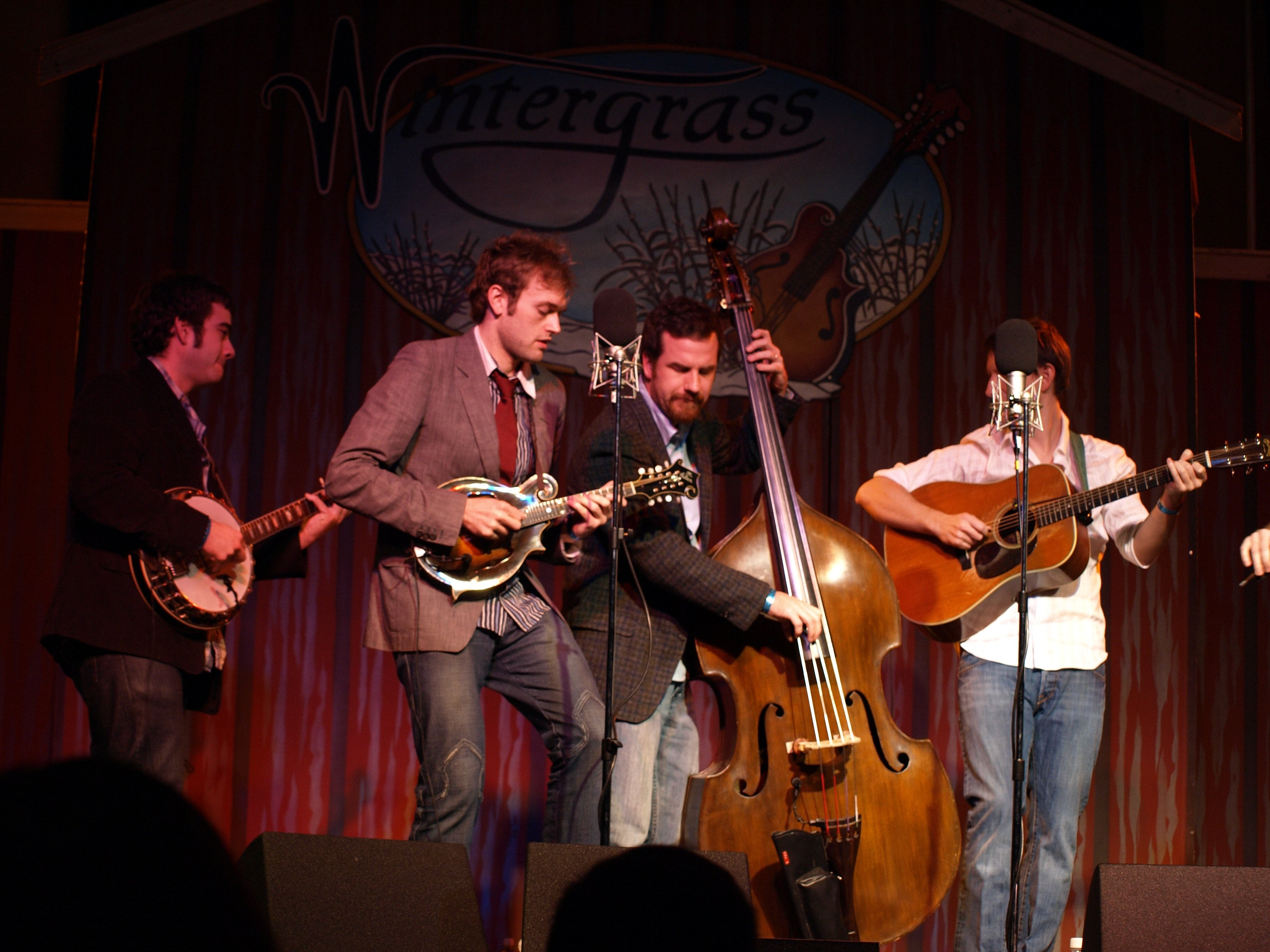
クリス・シーリとパンチブラザーズ。2008年ウィンターグラスにて。

2006年9月、ニッケル・クリークは新しいアルバムのレコーディングをこれ以上行わないことを発表した。彼らのツアースケジュールは、2007年が最後であった。しかしその後、2014年2月に新しくアルバムを出すことを発表。
シーリは第5回 Independent Music Awardsの審査員を務め、出場者たちのキャリアを後押しした。
2006年、シーリはHow to Grow a Bandを結成し、彼の五枚目のアルバムになる"How to Grow a Woman from the Ground"をレコーディング。ナッシュビル・シティ・ペーパーの取材の中で、シーリはバンドの構成を説明した。
このバンドは、マンドリンのクリス・シーリ、フィドルのゲイブ・ウィッチャー、ギターのクリス・エルドリッジ、ベースのグレッグ・ギャリソン、バンジョーのノーム・ピケルニーから構成される。エルドリッジがThe Infamous Stringdustersの演奏で手が空いていない時は、ブライアン・サットンが必要に応じて演奏する。2007年、バンドは公式に名前を"The Tensions Mountain Boys"に改める。後にさらに名前を改め、"パンチブラザーズ"となる。
2007年5月17日、カーネギーホールでバンドはデビューを果たす。シーリ作曲の"The Blind Leaving the Blind"は40分にわたる4部構成の楽曲で、シーリはNPR (National Public Radio)で、この曲は2004年の離婚についての曲だと語っている。

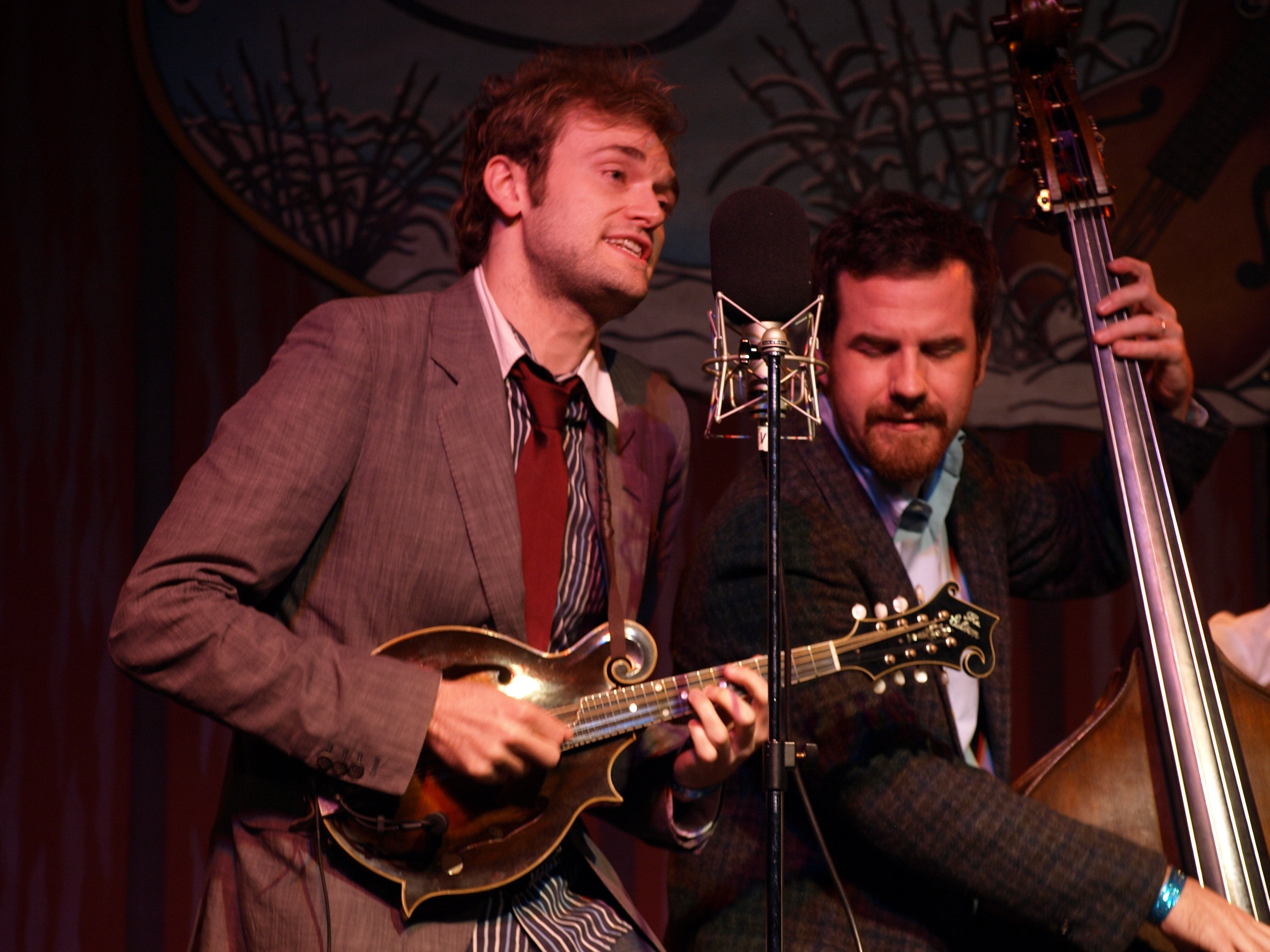
クリス・シーリとパンチブラザーズ。2008年、ウィンターグラスにて。

2008年2月26日、パンチブラザーズはファーストアルバム"Punch"をNonesuch Recordsからリリース。このアルバムには"The Blind Leaving the Blind"の他オリジナル曲が収録されている。
2008年8月、シーリはベーシストのエドガー・メイヤーとのデュオアルバムのリリース予告を行った。このアルバムはシーリのレーベルであるNonesuch Recordsから2008年9月23日に発売された。このコラボについて、シーリは「エドガーは僕の音楽人生の中で、最も影響を与えてくれた人のうちの一人で、僕は今、彼とデュオを組んで、彼と曲を書いている。これは僕の夢だったんだ。僕はいつも音楽を演奏するっていうのはどういう事なんだろうと考えているよ」。彼らのデュオは2008年の9月から10月にかけて、アルバムのプロモートを行っていた。
"Punch"のプロモートのため、パンチブラザーズは2008年の年間ツアーを企画し、また2月29日にはThe Tonight Show with Jay Lenoに出演した。2008年の終わりには、ポール・コワートがギャリソンの代わりにベース弾きとなる。2010年2月15日、"Antifogmatic"をリリースし、ツアーを続ける。2010年11月5日、スティーブ・マーティンをゲストバンジョーに呼び、 Late Show with David Lettermanに出演し、"Rye Whiskey"を演奏。
2012年の初めには、3rdアルバム"Who's Feeling Young Now?"をリリース。
2014年11月、パンチブラザーズは"I Blew It Off"というシングルをまだ名前のない4thアルバムから抜粋しリリース。2014年12月、新しいアルバムのリリース予定を発表、あらに新しいシングル"Julep"をリリース。
2012年、シーリはマッカーサー・フェローを受賞。
2014年、シーリはエドガー・メイヤーとの新しいコラボレーション・アルバムをレコーディングし、"Bass & Mandolin"と名付け、アルバムの宣伝のためデュオでのツアーに乗り出した。
2015年1月27日、パンチブラザーズのアルバム"The Phosphorescent Blues"発売。

### サイド・プロジェクト
シーリはニッケル・クリークの休業に際して、ドキュメンタリー番組"Bluegrass Journey"に取り上げられた。また、彼は前述の活動以外にも、様々なアーティストたちと演奏をしている。ベラ・フレックのPerpetual Motionに参加して、ベラ・フレック、エドガー・メイヤーとともに、バロック、インプレッショニスト、クラシックや他の様々な演奏を行う。マーク・オコナー、フランク・ビグノラ、ブライアン・サットン、ジョン・ブル(John Burr)たちとのジャムセッション。the Dixie Chicksの"Home"への参加。Kate RusbyのAwkward Annieへの参加。Julie FowlisのCuilidhへの参加。ドリー・パートンの"Little Sparrow"への参加。Dierks BentleyのUp on the Ridgeへの参加。サラ・ジョーンズのSong Up in Her Head and Follow Me Downへの参加、などである。
シーリはギタリストでボーカルのマイケル・デイブスと共に2005年から演奏をしている。彼らのデビューアルバム"Sleep With One Eye Open"は2011年5月10日にリリース。レコーディングはJack White's studioで行われ、アルバムは16の古いブルーグラスデュエットからなる。シーリとデイブスは2005年にNYC's Baggot Innで開かれたブルーグラスジャムで出会った。
2009年、"Ad astra per alas porci"と名付けられた、シーリのマンドリン協奏曲が完成。この作品は、コロラド交響楽団や、ロサンジェルス室内管弦楽団、オレゴン交響楽団、アラバマ交響楽団、デラウェア交響楽団、ポートランド交響楽団、Interlochen Center for the Artsなどが参加するオーケストラ協会からの依頼である。シーリはJung-Ho Pakのディレクターの下で、Interlochen Arts Camp World Youth Symphony Orchestraと共に、演奏を行った。2009年12月17日にはコロラド交響楽団との初公演を行った。
2011年、チェリストのヨーヨー・マ、ベーシストのエドガー・メイヤー、フィドラーのスチュアート・ダンカンと共に、"The Goat Rodeo Sessions"をレコーディング。ヨーヨー・マ＆フレンズとして、Tonight Showにも出演。
2017年、ジャズピアニストのブラッド・メルドーと共同名義でアルバム「Chris Thile & Brad Mehldau」を発表。

### ラジオ番組「プレーリー・ホーム・コンパニオン」（現：Live From Here）

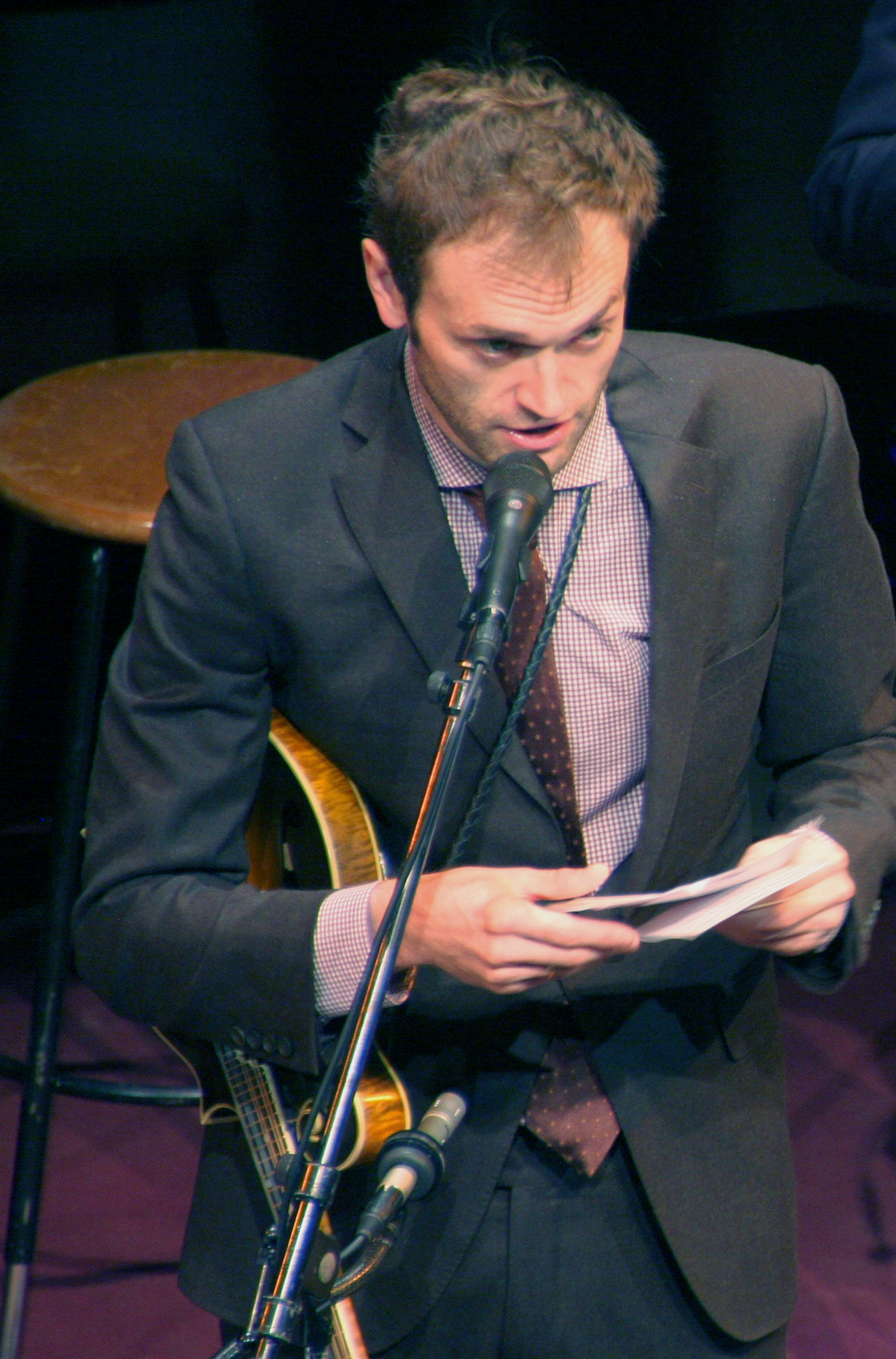
2016年,ゲスト司会者としてプレーリー・ホーム・コンパニオンに出演

シーリはギャリソン・ケイラーのラジオ番組プレーリー・ホーム・コンパニオンに15歳の頃に初めて出演。その後、長らくしてから再びソロアーティストとして、ニッケル・クリークのメンバーとして、パンチブラザーズのメンバーとして出演した。2015年2月7日にはゲスト司会者を務めた。2015年7月21日、ケイラーは公式に番組を降板し、2016年からシーリが彼の後を継ぐと発表した。
その後、シーリがホストになり番組名は「Live From Here」に変更され、ラジオ＆ネット番組として放送されている。
尚、プレーリー・ホーム・コンパニオンはロバート・アルトマン監督作品「今宵、フィッツジェラルド劇場で」（2006年公開）の舞台となっている。

## 受賞歴
- 1997 – Won Grammy Award for Best Bluegrass Album for True Life Blues: The Songs of Bill Monroe
- 1997 – Nominated for Grammy Award for Best Country Instrumental Performance for "Scotland" from True Life Blues: The Songs of Bill Monroe
- 1997 – IBMA award for Album of the Year for True Life Blues: The Songs of Bill Monroe
- 2001 – IBMA award for Mandolinist of the Year
- 2002 – Won Grammy Award for Best Contemporary Folk Album for This Side (with Nickel Creek)
- 2005 – Nominated for Grammy Award for Best Engineered Album, Non-Classical for Deceiver
- 2006 – Nominated for Grammy Award for Best Country Instrumental Performance for "The Eleventh Reel"
- 2007 – BBC's Folk Musician of the Year
- 2007 – Nominated for IBMA Mandolinist of the Year
- 2008 – Nominated for Americana Music Association Instrumentalist of the Year
- 2012 – Nominated for Grammy Award for Best Bluegrass Album for Sleep with One Eye Open (with Michael Daves)
- 2012 – MacArthur Fellowship ($500,000 'Genius Grant')
- 2013 – 第55回グラミー賞（2012年分）（最優秀フォーク・アルバム）受賞『ゴート・ロデオ・セッションズ（The Goat Rodeo Sessions』（ヨーヨー・マ、スチュアート・ダンカン（英語版）、エドガー・メイヤーと共同名義）
- 2015 – 第57回グラミー賞（2014年分）（最優秀インストゥルメンタル作曲）受賞 Bass & Mandolin（エドガー・メイヤーと共同名義）[35]

## ディスコグラフィ

### ソロ作品
| Title                                   | Album details                                                  | Peak chart positions | Peak chart positions | Peak chart positions | Peak chart positions | Peak chart positions | Peak chart positions |
| Title                                   | Album details                                                  | US Grass             | US Country           | US                   | US Indie             | US Heat              | US Classic           |
| --------------------------------------- | -------------------------------------------------------------- | -------------------- | -------------------- | -------------------- | -------------------- | -------------------- | -------------------- |
| Leading Off                             | - Release date: September 25, 1994 - Label: Sugar Hill Records | —                    | —                    | —                    | —                    | —                    | —                    |
| Stealing Second                         | - Release date: March 18, 1997 - Label: Sugar Hill Records     | —                    | —                    | —                    | —                    | —                    | —                    |
| Not All Who Wander Are Lost             | - Release date: October 9, 2001 - Label: Sugar Hill Records    | 13                   | —                    | —                    | —                    | —                    | —                    |
| Deceiver                                | - Release date: October 12, 2004 - Label: Sugar Hill Records   | 3                    | —                    | —                    | —                    | —                    | —                    |
| How to Grow a Woman from the Ground     | - Release date: September 12, 2006 - Label: Sugar Hill Records | 2                    | 46                   | —                    | 27                   | 28                   | —                    |
| Bach: Sonatas and Partitas, Vol. 1      | - Release date: August 6, 2013 - Label: Nonesuch Records       | —                    | —                    | 72                   | —                    | —                    | 1                    |
| "—" denotes releases that did not chart |                                                                |                      |                      |                      |                      |                      |                      |

### 共同名義作品
| Title | Album details                                                | Peak chart positions | Peak chart positions | Peak chart positions | Peak chart positions | Peak chart positions |
| Title | Album details                                                | US Grass             | US Country           | US                   | US Heat              | US Classic           |
| --- | ------------------------------------------------------------ | -------------------- | -------------------- | -------------------- | -------------------- | -------------------- |
| Into the Cauldron (with Mike Marshall)                                                                                            | - Release date: May 13, 2003 - Label: Sugar Hill Records     | 6                    | 71                   | —                    | —                    | —                    |
| Live: Duets (with Mike Marshall)                                                                                                  | - Release date: January 24, 2006 - Label: Sugar Hill Records | 6                    | —                    | —                    | —                    | —                    |
| Edgar Meyer and Chris Thile （エドガー・メイヤーと共同名義）                                                                      | - Release date: September 23, 2008 - Label: Nonesuch Records | 3                    | —                    | —                    | —                    | —                    |
| Sleep with One Eye Open (with Michael Daves)                                                                                      | - Release date: May 10, 2011 - Label: Nonesuch Records       | 3                    | 34                   | —                    | 3                    | —                    |
| 『ゴート・ロデオ・セッションズ』 - The Goat Rodeo Sessions （ヨーヨー・マ、スチュアート・ダンカン、エドガー・メイヤーと共同名義） | - Release date: October 24, 2011 - Label: Sony Masterworks   | 1                    | —                    | 18                   | —                    | 1                    |
| The Goat Rodeo Sessions: Live EP                                                                                                  | - Release date: February 7, 2012 - Label: Sony Masterworks   | 4                    | —                    | —                    | —                    | 8                    |
| Bass & Mandolin （エドガー・メイヤーと共同名義）                                                                                  | - Release date: September 9, 2014 - Label: Nonesuch Records  | 2                    | —                    | —                    | —                    | 2                    |
| 『クリス・シーリー＆ブラッド・メルドー』 - Chris Thile & Brad Mehldau （ブラッド・メルドーと共同名義）                            | - Release date: January 27, 2017 - Label: Nonesuch Records   | —                    | —                    | —                    | —                    | —                    |
| "—" denotes releases that did not chart                                                                                           |                                                              |                      |                      |                      |                      |                      |

### Punch Brothers
- 2008: Punch
- 2010: Antifogmatic
- 2012: Who's Feeling Young Now?
- 2012: Ahoy!
- 2015: The Phosphorescent Blues
- 2015: The Wireless

### Mutual Admiration Society
- 2004 Mutual Admiration Society (Nickel Creek and Glen Phillips)

## References
1. 1 2  “Chris Thile”. 2008年1月5日時点のオリジナルよりアーカイブ。2016年6月16日閲覧。
2. ↑  “AETN Presents: Edgar Meyer and Chris Thile”.   Aetn.org. 2005年5月14日時点のオリジナルよりアーカイブ。2015年2月13日閲覧。
3. ↑  “The Mandolin Archive:  Gibson F5 Mandolin #75316 Signed by Lloyd Loar February 18, 1924”.   Mandolinarchive.com. 2015年2月13日閲覧。
4. 1 2 3  “Interviews – The Chris Thile Interview”.   Mandolincafe.com. 2015年2月13日閲覧。
5. ↑  Linda Seida. “Chris Thile – Biography – AllMusic”. AllMusic. 2015年2月13日閲覧。
6. ↑  “Bluegrass Bios”. 2009年3月21日時点のオリジナルよりアーカイブ。2016年6月16日閲覧。
7. ↑  “2012 MacArthur Foundation 'Genius Grant' Winners”. 1 October 2012.   AP. 2012年10月1日閲覧。
8. ↑  Hughes, William (2015年6月27日). “Garrison Keillor's Reign of Terror over America's Airwaves Finally Set to End”.  A. V. Club. 2016年6月16日閲覧。
9. ↑  “Film Review: How to Grow a Band”. Film Journal. (2008年1月10日) 2014年11月15日閲覧。
10. ↑  “Tensions Mountain Boys at Carnegie Hall”.  Carnegie Hall (2007年3月17日). 2007年8月30日閲覧。
11. 1 2  “Nonesuch Records Signs Singer/Composer/Mandolinist Chris Thile and His New Band, Punch Brothers”.  All About Jazz (2007年10月9日). 2007年10月10日閲覧。
12. ↑  “Mandolinist Chris Thile and Actress Claire Coffee Wed”. Cybergrass. (2013年12月25日) 2013年12月25日閲覧。
13. ↑  “CClaire Coffee Welcomes Son Calvin Eugene”. (2015年5月15日)
14. ↑  Chris Thile Tweet (@christhile/statuses/488351338091520002) - X（旧Twitter）
15. ↑  “Chris Thile: Covering the Bases”.   iBluegrass.com (1999年5月20日). 2007年8月30日閲覧。
16. ↑  “N”. 2014年12月14日時点のオリジナルよりアーカイブ。2016年6月16日閲覧。
17. ↑  “Scott E. Thile”.   Campus.murraystate.edu. 2015年2月13日閲覧。
18. ↑  “Past Judges for the Independent Music Awards Include”.   Independentmusicawards.com. 2015年2月13日閲覧。
19. ↑  “Nickel Creek's Thile 'grows' a new band”.  Nashville City Paper (2006年8月23日). 2006年8月26日時点のオリジナルよりアーカイブ。2007年10月13日閲覧。
20. ↑  “Bluegrass Suite Packs a Progressive 'Punch'”. NPR.org (2008年2月29日). 2015年2月13日閲覧。
21. ↑  “Chris Thile, Edgar Meyer Preview New Album at Aspen”. Nonesuch Records Official Website. 2015年2月13日閲覧。
22. ↑  “Edgar Meyer and Chris Thile”. Nonesuch Records Official Website. 2015年2月13日閲覧。
23. ↑  “Show Calendar”. 2009年3月31日時点のオリジナルよりアーカイブ。2016年6月16日閲覧。
24. ↑  “Chris Thile, Youngest MacArthur Genius of 2012, On His 'Dauntingly Lofty' New Status”. Carolinaperformingarts.org. 2014年9月1日閲覧。
25. ↑  “Nonesuch Releases Chris Thile and Edgar Meyer's "Bass & Mandolin" on September 9”. www.nonesuch.com. 2014年9月1日閲覧。
26. ↑  Klein, Bradley. “Chris Thile and Michael Daves Interview”.   Mandolin Cafe. 2011年5月9日閲覧。
27. ↑  “Chris Thile Premieres His Mandolin Concerto with Colorado Symphony”. Nonesuch Records Official Website. 2015年2月13日閲覧。
28. ↑  “Oregonian: Chris Thile Reinvents His Instrument with Mandolin Concerto”. Nonesuch Records Official Website. 2015年2月13日閲覧。
29. ↑  Tackett, Dan (2009年9月1日). “Chris Thile composes Mandolin Concerto”. 2012年2月19日時点のオリジナルよりアーカイブ。2016年6月16日閲覧。
30. ↑  “Reviews of Chris Thile's Mandolin Concerto”.   Violinist.com. 2015年2月13日閲覧。
31. ↑  “The Goat Rodeo Sessions”. The Official Yo-Yo Ma Site. 2015年2月13日閲覧。
32. ↑   アーカイブ 2011年10月22日 - ウェイバックマシン
33. ↑  “Special Guest Host Chris Thile – February 7 & 14, 2015”. prairiehome.org (2015年2月3日). 2015年4月3日閲覧。
34. ↑  Cameron Matthews (2015年7月21日). “IT'S OFFICIAL: CHRIS THILE TO BECOME FULL TIME HOST OF 'A PRAIRIE HOME COMPANION'”. thebluegrasssituation.com. 2015年7月21日閲覧。
35. ↑  "Grammys 2015: Complete list of winners and nominees". Los Angeles Times.
36. ↑  “Chris Thile's "Bach: Sonatas and Partitas, Vol. 1" Out Now; Watch Thile Feature on PBS "NewsHour"”. Nonesuch Records Official Website. 2015年2月13日閲覧。
37. ↑  “Mandolinist Chris Thile Teams Up with Bluegrass Guitarist Michael Daves for Nonesuch Release "Sleep with One Eye Open" May 10”. Nonesuch Records Official Website. 2015年2月13日閲覧。
38. ↑  “Amazon.com: Yo-Yo Ma, Stuart Duncan, Edgar Meyer, Chris Thile: The Goat Rodeo Sessions: Music”.   Amazon.com. 2015年2月13日閲覧。

## マルチメディア
- Listen and/or watch Chris Thile on 5 episodes of the WoodSongs Old-Time Radio Hour: No. 165 as a member of Nickel Creek; No. 199 Chris Thile with Bryan Sutton; No. 287 Chris Thile and Mike Marshall, another master of the mandolin; No. 416 Chris Thile and the How To Grow a Band, No. 506 Edgar Meyer & Chris Thile